# Hypocrea longipilosa
Hypocrea longipilosa är en svampart som tillhör divisionen sporsäcksvampar, och som beskrevs av Jaklitsch. Hypocrea longipilosa ingår i släktet svampdynor, och familjen Hypocreaceae. Arten är reproducerande i Sverige.